# PLM 242 AE 1
Die Elektrolokomotive 242 AE 1 der Compagnie du chemin de fer Paris-Lyon-Méditerranée, später 2BB2 3201 der SNCF, war eine Versuchslokomotive für 1500 V Gleichstrom. Die Lokomotive war dem Depot Chambéry zugeteilt und wurde auf der Nordrampe der Mont-Cenis-Bahn eingesetzt, bevor sie 1967 ausrangiert wurde.

## Technik

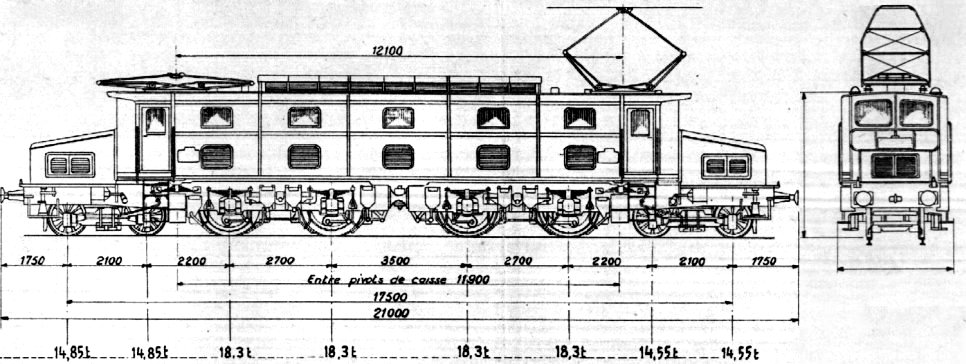
PLM 242 AE 1

Der Wagenkasten liegt auf den beiden miteinander kurzgekuppelten Fahrwerken und nimmt keine Zugkräfte auf. Jedes Fahrwerk ist mit einem Laufdrehgestell der Bauart PLM versehen um die Laufeigenschaften der Lokomotive zu verbessern. Der Hersteller SACM, aus dem später Alstom hervorging, verwendete für die beiden Drehgestelle unterschiedliche Antriebe. Das eine Drehgestell war mit einem Westinghouse-Federantrieb, das andere mit einem Hohlwellen-Antrieb mit Gelenkmechanismus und „Tanzendem Ring“ ausgestattet.